# 羽田未蘭野
羽田 未蘭野（はねだ みらの、1978年5月10日 - ）は、フリーアナウンサー、NHKの元職員・元契約キャスター。

## 経歴
東京都出身。慶應義塾大学大学院理工学研究科修了後の2004年、NHK宇都宮放送局の契約キャスターとなり、県域FM放送の番組や首都圏向けテレビ番組を担当。
その後、2007年に首都圏放送センターへ移り、『ゆうどきネットワーク』のリポーターを務める。2008年秋より『クローズアップ現代』のディレクターを担当。
2009年にNHKの正規職員となり、津放送局へ記者として配属。2010年に名古屋放送局、2011年に報道局政治部へ異動。民主党、野田佳彦を担当した。
2014年6月、NHKを退職。草野仁事務所に移籍した。

## 過去の出演番組
- ゆうどきネットワーク
- こんにちはいっと6けん
- とちぎ6時です!